# 米爾維爾 (伊利諾伊州馬庫平縣)
米爾維爾（英語：Millville）是位於美國伊利諾伊州馬庫平縣的一個非建制地區。該地的面積和人口皆未知。

## 地理
米爾維爾的座標為39°03′25″N 89°56′13″W / 39.05694°N 89.93694°W，而該地的平均海拔高度為195米（即640英尺）。